# Allah Peliharakan Sultan
Allah Peliharakan Sultan (« Dieu bénisse le sultan ») est l'hymne national du Brunei Darussalam. L'hymne est chanté en malais, la langue nationale du pays.

## Histoire
Cet hymne a été écrit par Pengiran Haji Mohamed Yusuf bin Pengiran Abdul Rahim (qui s'est ensuite vu attribuer le titre de Yang Amat Mulia Pengiran Setia Negara Pengiran Haji Mohamed Yusuf bin Pengiran Abdul Rahim) et composé par Haji Awang Besar bin Sagap en 1940.
L'hymne a été adopté en 1942 comme hymne du protectorat anglais de Brunei et comme hymne national du Brunei Darussalam lors de son indépendance le 1er janvier 1984 — il est chanté ce jour-là à minuit.

## Usage
Allah Peliharakan Sultan est chanté par les élèves du Brunei à l'école le matin pendant le lever du drapeau national et devant les armoiries du pays pour les assemblées de l'école. L'hymne national est joué tous les matins à la radio et à la télévision (Radio Televisyen Brunei) et lors du début et de la fin des programmes de la journée.

## Paroles

### Paroles en malais
| Jawi (officiel) | Rumi | Cyril |
| --- | --- | --- |
| يا الله لنجوتكنله اوسيا كباوه دولي يڠ مها ملي عاديل بردولت منأوڠي نوسا مميمڤين رعية ککل بهاڬيا هيدوڤ سنتوسا نڬارا دان سلطن الهي سلامتكن بروني دارالسلام | Ya Allah lanjutkanlah Usia Kebawah Duli Yang Maha Mulia Adil berdaulat menaungi nusa Memimpin rakyat kekal bahagia Hidup sentosa Negara dan Sultan Ilahi selamatkan Brunei Darussalam | Я Аллах ланжутканлах Усия Кебавах Дули Янг Мулия Адил бердаулат менаунги нуса Мемимпин ракят кекал бахагия Хидуп сентоса Негара дан Султан Илахи селаматкан Бруней Даруссалам |

### Traduction française
Oh! Dieu bénisse Sa Majesté 

Avec une longue vie

Et lui fait règner le royaume noble et justement

Et guide notre peuple heureux pour toujours

Être en paix, l'état et le Sultan

Dieu tout-puissant, protège le Brunei, asile de la paix